# Bárbara Coelho
Bárbara Coelho (Vitória, 19 de dezembro de 1987) é uma jornalista esportiva e apresentadora brasileira.
Trabalhou no Grupo Globo entre 2013 e 2025, sendo apresentadora do Esporte Espetacular por seis anos. Anunciou sua saída da emissora em março de 2025. Atualmente, é apresentadora da CazéTV.

## Carreira
Bárbara começou sua carreira em 2009, cobrindo reportagens pela TV Capixaba com o programa Esporte Capixaba e pela Rádio Espírito Santo.
De forma independente, partiu com amigos para realizar a cobertura da Copa do Mundo de 2010, na África do Sul. No mesmo ano, após se formar em Comunicação Social (Jornalismo), começou a trabalhar na Rádio Popular, de Duque de Caxias, e depois no canal Esporte Interativo, até, em 2011, ser integrante da cobertura dos clubes cariocas pela Rede Bandeirantes. Em 2012, trabalhou no mercado financeiro.
Foi contratada pelo SporTV em 2013 para assumir o programa Tá Na Área, antes apresentado por Vanessa Riche, em substituição à uma licença-maternidade, e posteriormente o Sportv News como âncora do Telejornal Esportivo.
Em 2016, junto de Domitila Becker, esteve na cobertura especial dos Jogos Olímpicos de Verão de 2016, realizado no Rio de Janeiro, apresentando o Bom Dia SporTV durante todos os dias de Jogos.
Em 2017, ela foi responsável por apresentar a premiação dos Melhores do Campeonato Carioca 2017, junto de Luis Roberto.
Em junho de 2018, participou da bancada do programa Central da Copa, da Rede Globo, juntamente com Tiago Leifert, retornando à TV aberta. Em dezembro do mesmo ano, assume a apresentação do Esporte Espetacular ao lado de Lucas Gutierrez.
Em 2020, passa a apresentar o podcast "Rodada Tripla", com as colegas Ana Thais Matos e Amanda Kestelman.
Em março de 2025, anunciou sua saída da TV Globo após 12 anos para seguir novos projetos na comunicação esportiva. Posteriormente, assinou com a CazéTV.

## Vida pessoal
É casada, desde 2019, com o empresário esportivo Felipe Russo.

## Rádio e TV
| Ano           | Título              | Cargo         | Nota                  | Emissora           |
| ------------- | ------------------- | ------------- | --------------------- | ------------------ |
| 2009-10       | Esporte Capixaba    | Repórter      |                       | TV Capixaba        |
| 2010-11       | Caderno de Esportes | Apresentadora |                       | Rádio Popular      |
| 2010-11       | Febre de Bola       | Apresentadora |                       | Esporte Interativo |
| 2011-13       | Jogo Aberto Rio     | Repórter      |                       | Band Rio           |
| 2013–18       | SporTV News         | Apresentadora |                       | SporTV             |
| 2014–18       | Tá na Área          | Apresentadora |                       | SporTV             |
| 2016          | Bom Dia SporTV      | Apresentadora |                       | SporTV             |
| 2017          | Troca de Passes     | Apresentadora | Participação Especial | SporTV             |
| 2018          | Central da Copa     | Apresentadora |                       | TV Globo           |
| 2018–25       | Esporte Espetacular | Apresentadora |                       | TV Globo           |
| 2022          | Cara e Coragem      | Ela mesma     |                       | TV Globo           |
| 2023-presente | Mega da Virada      | Apresentadora |                       | TV Globo           |
| 2024          | Dança dos Famosos   | Participante  | Temporada 21          | TV Globo           |

### Prêmios e indicações
| Ano  | Prêmio                     | Categoria                        | Indicação      | Resultado | Referência |
| ---- | -------------------------- | -------------------------------- | -------------- | --------- | ---------- |
| 2016 | Melhores do Telejornalismo | Apresentadora de Canal Esportivo | Bárbara Coelho | Perdeu    | [ 15 ]     |